# 扎多夫卡
扎多夫卡（羅馬化：Zhadovka）是俄罗斯乌里扬诺夫斯克州巴雷什区规模最小的市级镇。地处乌里扬诺夫斯克州西部，位于伏尔加河流域巴雷什河一支流萨莫罗德卡河（Самородка）河口处，在区行政中心巴雷什及州府乌里扬诺夫斯克西南方。东南侧毗邻同属一区的市级镇列宁镇。
该地2022年人口有1,495人；2010年人口1,753；2002年人口2,117；1989年人口2,387。